# Rio Uberabinha
O Rio Uberabinha é um curso de água do estado de Minas Gerais, localizado em sua bacia hidrográfica homônima, delimitada pelas latitudes 18º 36' e 19º 21' Sul e longitudes 47º 51' e 48º 33' Oeste, formada por cerca de 49 afluentes, e uma área total de 2.000 km².
É o principal manancial utilizado para o abastecimento de água em Uberlândia. Suas nascentes estão localizadas no município de Uberaba, próximo ao distrito de Tapuirama, a uma altitude aproximada de 900 metros, em uma região caracterizada por um chapadão constituído por solos úmidos e espessos horizontes de argila branca, recoberta por turfa e com presença de covais.
No médio curso, suas águas passam por vales abertos com planícies de inundação, adentrando áreas de propriedades rurais e de reflorestamento. Antes de adentrar o território de Uberlândia, o rio é acompanhado por trechos de matas ciliares com vegetação variada, que atuam na alimentação das faunas locais e servem como proteção contra processos erosivos. A presença de corredeiras e cachoeiras de maior volume passa a predominar a partir desse ponto.

## Topônimo
Seu nome tem origem no topônimo "Uberaba", nome de um rio no município, origina-se do termo da língua geral meridional (Tupi-Guarani) Yberaba, que significa "água brilhante", pela junção de 'y (água, rio), berab (brilhante) e a (sufixo substantivador). O nome foi dado pela tribo Kayapó, que habitava as margens do rio antes da chegada dos portugueses ao Brasil.

## História
Em 1722, o bandeirante Bartolomeu Bueno da Silva passou pela região e lhe deu o nome de Sertão da Farinha Podre. Por ter sido uma região pobre em riquezas minerais, sua ocupação iniciou-se somente no final do século XVIII e início do século XIX, com o foco voltado para a produção agropecuária. Os primeiros habitantes chegaram à região em 1818. A partir daí, novas famílias foram chegando e, em 1846, foi fundado o primeiro povoado às margens do rio, a Vila de São Pedro do Uberabinha, que passou a ser município de Uberlândia em 1891. O uso da terra na bacia do Uberabinha esteve relacionado com a pecuária extensiva até a segunda metade do século XX (1970), quando os chapadões passaram a ser ocupados pela silvicultura e pela agricultura, através de incentivos e programas governamentais, resultando no uso e ocupação da terra existente hoje.
Atualmente, nos chapadões do Alto Uberabinha — extensas áreas planas — predominam as monoculturas de produtos para exportação (soja, milho, café) e os reflorestamentos com pinus e eucalipto. Nessas áreas, o manejo dos solos é altamente tecnificado, proporcionando excelentes taxas de produtividade de grãos, graças às técnicas modernas de cultivo, como mecanização intensa, correção de acidez, adubação química, uso de sementes selecionadas, e agrotóxicos.

## Geografia
Sua bacia hidrográfica nasce na porção norte do município de Uberaba, atravessando os municípios de Uberlândia e Tupaciguara, antes de desaguar no Rio Araguari, totalizando uma extensão de aproximadamente 123 km. Na zona rural, seus afluentes são: Córrego do Jacaré, Córrego do Caroço, Córrego do Roncador, Córrego do Abril, Ribeirão Beija-flor, Ribeirão Bom Jardim, Rio das Pedras, Córrego Cajuba, Córrego São Pedro, Córrego das Tabocas, Córrego do Óleo, Córrego Jataí, Córrego Lagoinha, Córrego do Salto, Córrego Guariba, Córrego do Lobo, Córrego Moji, Córrego do Cavalo, Córrego do Vinhedo e Córrego Butizinho. A área urbana de Uberlândia é abastecida por dois sistemas de captação de água, sendo eles, o da Cachoeira do Sucupira (zona sudeste do município de Uberlândia) e o do Bom Jardim (extremo da zona sul).
A geologia de sua bacia é representada, em âmbito regional, por conjuntos litológicos atribuídos ao Neoproterozoico e ao Fanerozoico, respectivamente relacionados ao Grupo Araxá e à parte da seção mesozóica da Bacia do Paraná. A bacia do rio Uberabinha está localizada na região do Triângulo Mineiro (borda nordeste da Bacia do Paraná), no estado de Minas Gerais. Em função de sua localização marginal na referida bacia, o conjunto litoestratigráfico presente resume-se ao Grupo Araxá e à sucessão cretácea, com sedimentos eólicos da Formação Botucatu, basaltos da Formação Serra Geral e os sedimentos psefíticos e psamíticos do Grupo Bauru. O Rio Uberabinha é afluente da margem esquerda do Rio Araguari, cuja bacia está codificada como PN2, que, por sua vez, deságua no rio Paranaíba, bacia hidrográfica codificada como SB-60. Todos estes cursos d’água fazem parte da bacia do Paraná — bacia 6 (ATLAS Hidrológico da ANEEL, 1997).